# Fritz Kloevekorn
Fritz Kloevekorn (* 26. Oktober 1885 in Straßburg; † 3. Mai 1964 in Saarbrücken) war ein deutscher Historiker und Studienprofessor.

## Leben
Kloevekorn wurde 1885 als Sohn eines Lehrers geboren. Ab 1895 besuchte er das Gymnasium bis zum „Einjährigen“ und machte dann von 1901 bis 1904 eine Buchhändlerlehre. Anschließend studierte er bis 1909 Germanistik, Geschichte, Philosophie und Volkswirtschaft in Straßburg und Paris und promovierte in Straßburg. Zwischen 1909 und 1911 absolvierte er ein Referendariat in Metz und Gebweiler.

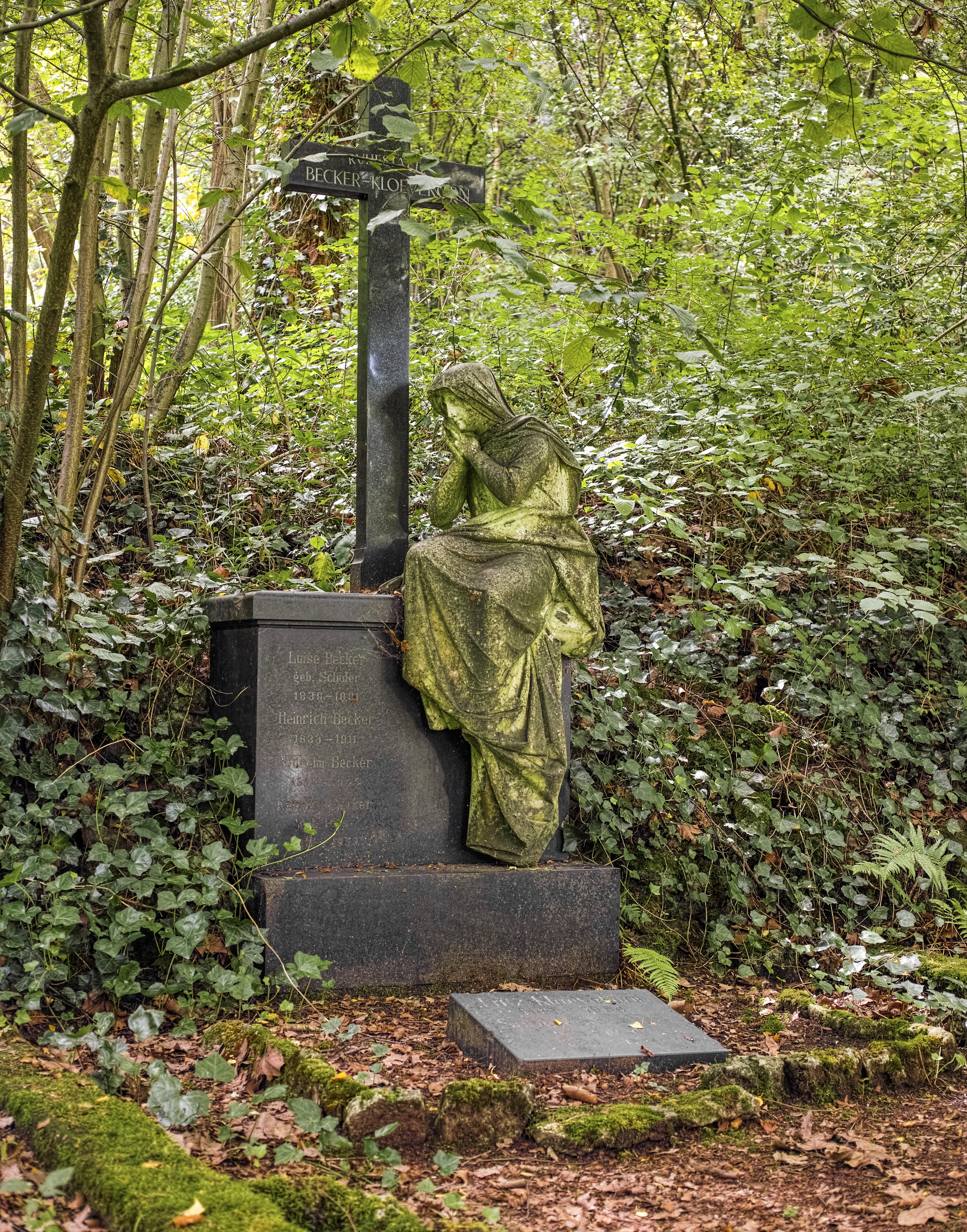
Fritz Kloevekorns Grab auf dem Alten Friedhof in Alt-Saarbrücken

1911 wurde er Dozent für Germanistik an der Deutsch-Chinesischen Hochschule in Shanghai, wechselte aber nach drei Jahren in den Schuldienst nach Forbach. 1917 versetzte man ihn nach Gebweiler und noch im gleichen Jahr nach Colmar. Doch auch dort konnte er nicht lange bleiben, er wurde noch 1917 zum Kriegsdienst einberufen und war bis Kriegsende im Einsatz.
Nach dem Ersten Weltkrieg wurde er aus Frankreich ausgewiesen, nachdem er sich geweigert hatte, die französische Staatsbürgerschaft zu beantragen. 1919/1920 arbeitete er als Lehrer an der Mädchen-Reform-Realschule „Cecilienschule“ in Saarbrücken, dann als Oberlehrer am Ludwigsgymnasium. 1925 wurde er zum Studienprofessor ernannt. Während des Zweiten Weltkriegs war er von 1940 bis 1944 Lehrer in Dieuze. Nach dem Krieg arbeitete Kloevekorn von 1956 bis 1962 als Lehrer am Wirtschaftsgymnasium in Saarbrücken.
Kloevekorn starb 1964 und wurde auf dem Alten Friedhof in Alt-Saarbrücken beerdigt.

## Forschungsschwerpunkte
Kloevekorn erforschte vor allem die Geschichte des Saarlandes und schrieb zahlreiche Bücher zu dem Thema. Er war von 1931 bis 1950 Vorsitzender des Historischen Vereins für die Saargegend.

## Veröffentlichungen (Auswahl)
- Deutsche Kriegsgedichte (= Deutsche Schulausgaben. Band 159), Velhagen und Klasing, Bielefeld/Leipzig 1916.
- Deutsche Burgen in Wort und Bild. Enßlin & Laiblin, Reutlingen 1925.
- Das Saarland. Lichtbilderverlag Th. Benzinger, Stuttgart 1925.
- Das Saargebiet, seine Struktur, seine Probleme. Gebr. Hoser, Saarbrücken 1929.
- Das Schicksal des Saargebietes und seine Geschichte. Rhein-Saar-Pressedienst, Köln 1931.
- Chronik des Saarbrücker Theaters und Theaterspiels. Saarbrücker Druckerei, Saarbrücken 1932.
- Saarbrückens Vergangenheit im Bilde. Gebr. Hofer, Saarbrücken 1933.
- Die Halbergerhütte. Buchgewerbehaus A. G., Saarbrücken 1933.
- Saarland? Deutsches Land! J. Beltz, Langensalza/Berlin/Leipzig 1934.
- Deutsches Land – Deutsches Volk. Ein Buch von der Saar. Diesterweg, Frankfurt am Main 1934.
- Das Saargebiet. Was es war; Was es ist; Was es will. Hofer, Saarbrücken 1934.
- mit Max Wentz: Die Deutsche Saar. Eine Bildermappe; Photographien. Gebr. Hofer, Saarbrücken 1934.
- 200 Jahre Halbergerhütte, 1756–1956. Saarländische Verlags-Anstalt und Druckerei, Saarbrücken 1956.
- Saarbrücken. Werden, Vergehen, Wiederauferstehen einer deutschen Grenzstadt. Saarbrücker Zeitung Verlag und Druckerei, Saarbrücken 1960.